# Kepler-93b
Kepler-93b es un planeta extrasolar que forma parte un sistema planetario formado por al menos 2 planetas. Orbita la estrella denominada Kepler-93, situada en la constelación de Lyra. Fue descubierto en el año 2014 por la satélite Kepler por medio de tránsito astronómico, llegando a registrar hasta siete tránsitos.
Es una supertierra cuyo diámetro fue medido con gran precisión, siendo 18.800 (±240) km.